# 벨리슈체

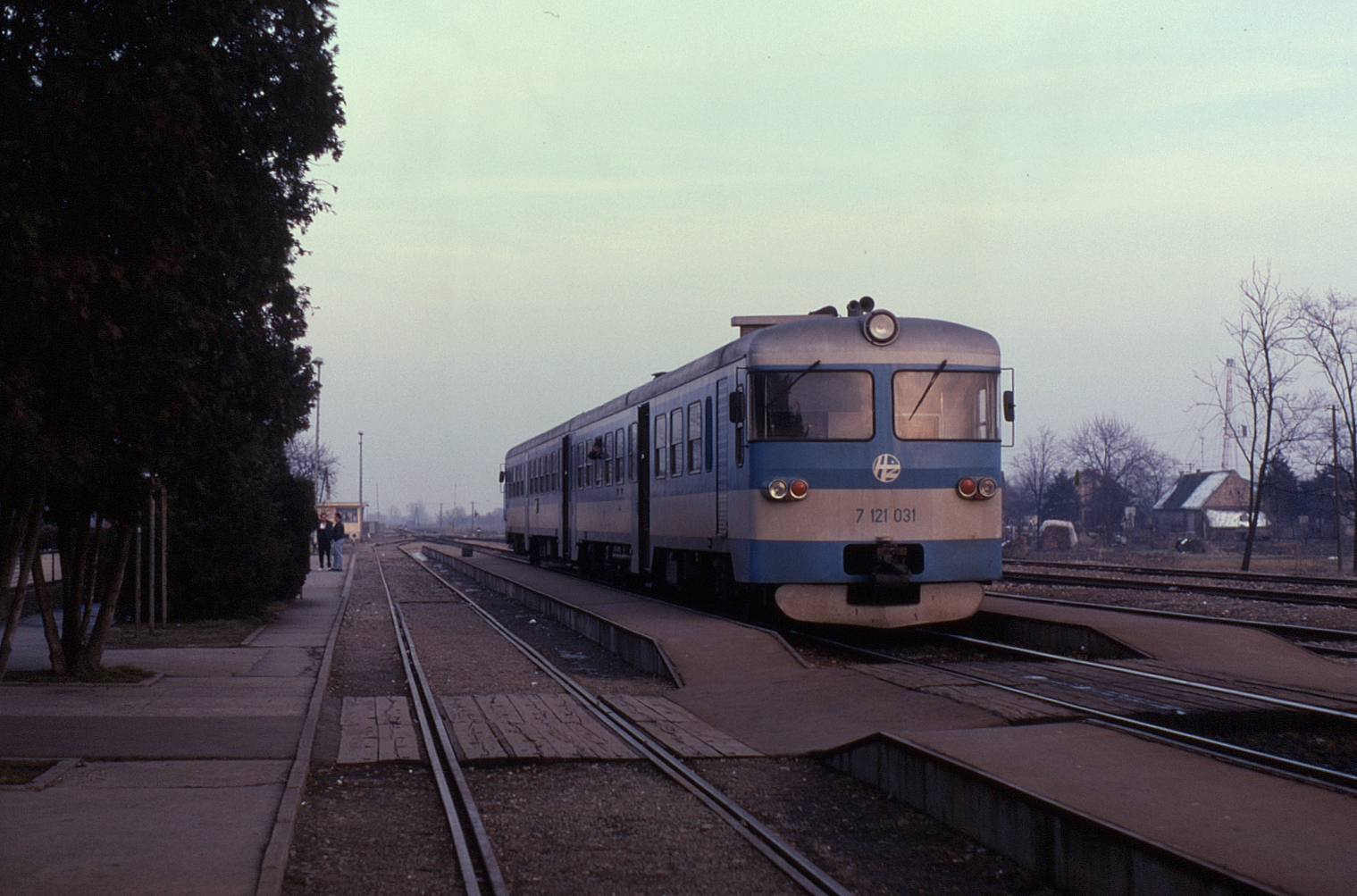
벨리슈체 철도역

벨리슈체(크로아티아어: Belišće)는 크로아티아 오시예크바라냐주에 위치한 도시로 면적은 69km2, 인구는 10,825명(2011년 기준)이다.
헝가리 국경과 가까운 지점에 위치한다. 드라바강과 접한 산업 도시로서 도시의 주요 산업은 목재, 금속, 화학, 섬유 공업이다.